# Cosmic cosmetics
「cosmic cosmetics」（コズミック・コスメティックス）は、日本の女性歌手、嘉陽愛子の11枚目のシングル。2006年11月15日にavex traxから発売された。

## 概要
- 前作「☆HOME MADE STAR☆〜嘉陽愛子のテーマ〜」から約3ヶ月のリリースとなる。「通常盤」、「完全生産限定盤」の2形態で発売。限定版にはフォトブックが同梱されていた。
- 表題曲は作曲・編曲・サウンドプロデュースは中田ヤスタカが担当し、本人に提供した最初で唯一の楽曲となった。カップリング曲の「約束の樹の下で…」は、デビュー当時からコラボレーションしていたGreenwich Fieldsが作曲したバラード曲となっている。2曲ともKenn Katoが作詞している。
- 2006年7月8日に日本武道館にて開催された『Animelo Summer Live 2006』で歌唱した2枚目のシングル「愛してね♥もっと」のライヴ音源も収録されている。

## チャート成績
2006年11月27日付のオリコンウィークリーチャートで初登場74位を記録された。チャート登場回数は1回。

## 収録曲
| 全作詞: Kenn Kato。 |                                                              |           |                  |              |      |
| #                   | タイトル                                                     | 作詞      | 作曲             | 編曲         | 時間 |
| 1.                  | 「cosmic cosmetics」                                         | Kenn Kato | 中田ヤスタカ     | 中田ヤスタカ | 4:32 |
| 2.                  | 「約束の樹の下で…」                                          | Kenn Kato | Greenwich Fields | system・a・x | 4:52 |
| 3.                  | 「愛してね♥もっと」(Animelo Summer Live 2006 -OUTRIDE- ver.) | Kenn Kato |                  |              | 4:13 |
| 4.                  | 「cosmic cosmetics」(Instrumental)                           | Kenn Kato |                  |              | 4:31 |
| 5.                  | 「約束の樹の下で…」(Instrumental)                            | Kenn Kato |                  |              | 4:50 |
| 合計時間:           | 合計時間:                                                    | 合計時間: | 合計時間:        | 22:58        |      |